# 石廊崎漁港

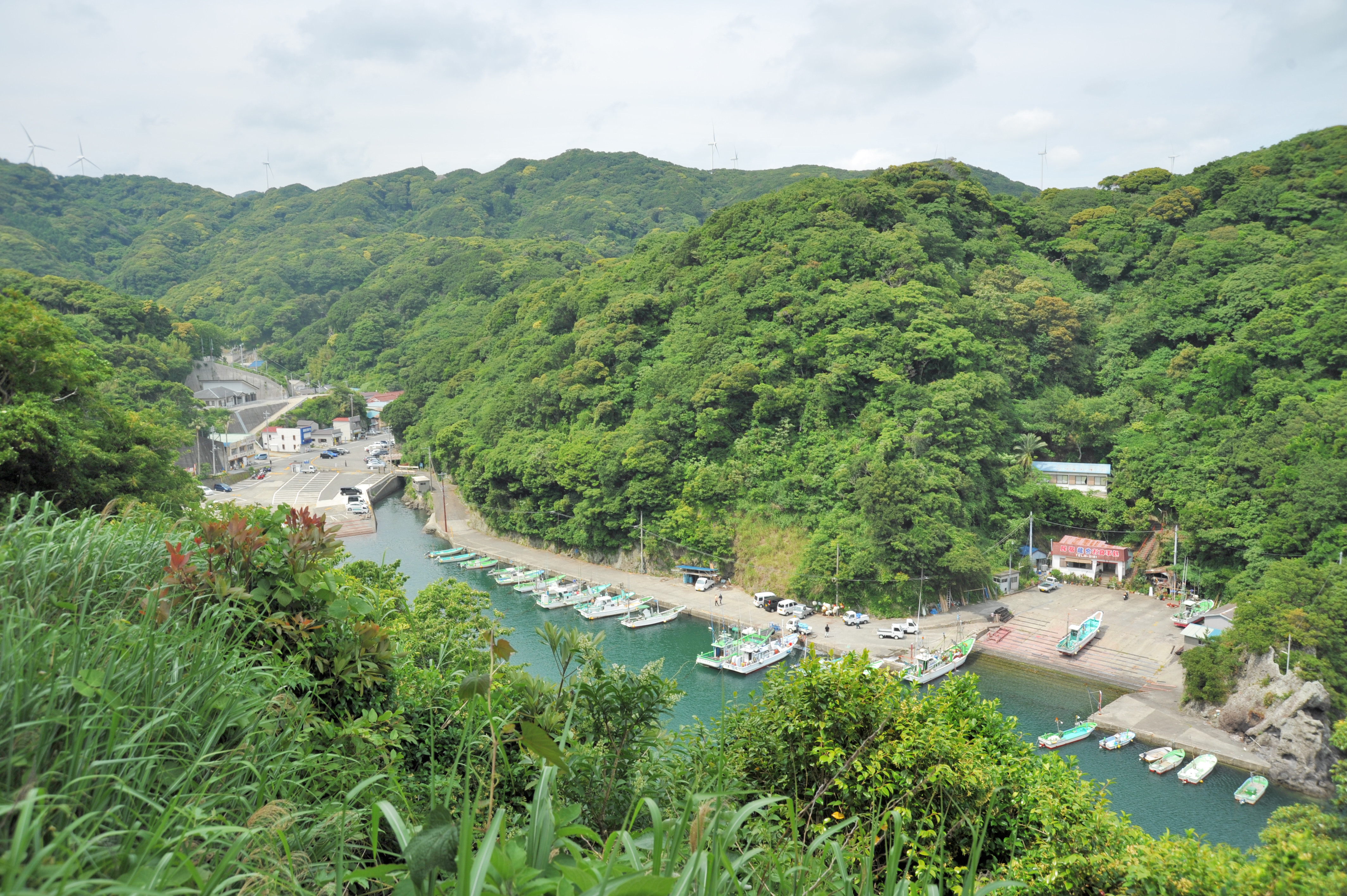
石廊崎漁港

石廊崎漁港（いろうざきぎょこう）は、静岡県賀茂郡南伊豆町大字石廊崎にある第1種漁港である。
石廊崎地区（座標）と本瀬地区（ほんぜちく、座標）に分かれており、南伊豆町が漁港管理者となっている。石廊崎地区の港のことを石廊崎漁港、もしくは石廊崎港（いろうざきこう）および長津呂港、本瀬地区の港を本瀬港（ほんぜこう）とそれぞれ呼称する場合もある。1952年（昭和27年）10月21日の農林省告示第517号で「長津呂漁港」として漁港第1種漁港に指定され、1957年（昭和32年）11月7日付の同933号で港名の「石廊崎漁港」への変更・区域の変更がなされた。この港を本拠に活動する漁業者は伊豆漁業協同組合南伊豆支所に所属している。
石廊崎地区の港は、大きく切れ込んだ長津呂湾の奥にある港で、港の奥に観光客向けの有料駐車場と遊覧船の発着拠点となる突堤があり、東側の岸壁には漁船が係留されており、船揚場もある。伊豆半島の最南端である石廊埼灯台の入口になっており、駐車場の西から延びる石廊崎登山道を経由して灯台方面へ向かうことができる。石廊崎ジャングルパーク閉園後の2004年（平成16年）5月には、石廊崎灯台へのアクセス経路となっていた同施設の駐車場が閉鎖されたため、この漁港から伸びる道が灯台への唯一のアクセス路となっていた。しかしその道程は往復約2 kmで、高低差も約50 mあり、片道の所要時間は徒歩で約15分を要していた。2019年（平成31年）4月にはジャングルパーク跡地に「石廊崎オーシャンパーク」（座標）が開園し、それ以降は灯台までのアクセス路はオーシャンパーク駐車場起点（徒歩5分）が最短ルートとなっている。港の北西部には道沿いに食堂や土産物屋が立ち並び、一年中多くの観光客で賑わっている。イセエビの刺し網漁が行われており、石廊埼灯台周辺などの岩礁（水深約10 m）が漁場となっている。
本瀬地区の港（本瀬港）は県道16号沿いにあり、栽培漁業センターが併設されている。石廊崎港・本瀬港のそれぞれから、石廊崎周辺の沖磯へ向かう磯釣り客向けの渡船が出航している。
観光船が発着していて、奥石廊崎コースとみのかけ岩コースがあるが、当日の天候などでどちらのコースか決まるため、選ぶことはできない。
船上からは石廊埼灯台や石室神社などを望むことができ、一年中澄んだエメラルドグリーンに輝く海を楽しむことができる。